# جوزيف مورغان هينينغر
جوزيف مورغان هينينغر (بالإنجليزية: Joseph Morgan Henninger)‏ هو رسام أمريكي، ولد في 1906، وتوفي في 1999.